# Hiromasa Suguri
Hiromasa Suguri (村主 博正 Suguri Hiromasa?, nacido el 29 de julio de 1976 en Fukuroi, Shizuoka) es un exfutbolista japonés. Jugaba de centrocampista y su último club fue el Sagan Tosu de Japón.

## Trayectoria

### Clubes
| Club              | País  | Año         |
| ----------------- | ----- | ----------- |
| Honda             | Japón | 1995 - 1997 |
| Consadole Sapporo | Japón | 1998 - 2000 |
| Verdy Kawasaki    | Japón | 2000        |
| Omiya Ardija      | Japón | 2001 - 2002 |
| Sagan Tosu        | Japón | 2003 - 2007 |
| Avispa Fukuoka    | Japón | 2005        |